# Diaea
Diaea  (лат.) — род пауков семейства пауков-бокоходов (Thomisidae). Подавляющее большинство видов рода обитает в Африке, Азии и Австралийской области; два вида встречаются в Америке и два известны из Европы.

## Виды
Род включает 78 видов:
| - D. adusta (L. Koch, 1867) — Квинсленд - D. albicincta Pavesi, 1883 — Конго, Эфиопия, Восточная Африка - D. albolimbata L. Koch, 1875 — Новая Зеландия - D. ambara (Urquhart, 1885) — Новая Зеландия - D. bengalensis Biswas & Mazumder, 1981 — Индия - D. bipunctata Rainbow, 1902 — Новые Гебриды - D. blanda L. Koch, 1875 — Австралия - D. caecutiens L. Koch, 1876 — Квинсленд - D. carangali Barrion & Litsinger, 1995 — Филиппины - D. circumlita L. Koch, 1876 — Квинсленд, Новый Южный Уэльс - D. cruentata (L. Koch, 1874) — Новый Южный Уэльс, Виктория - D. decempunctata Kulczynski, 1911 — Новая Гвинея - D. delata Karsch, 1880 — Восточная Африка, Ангола - D. dimidiata (L. Koch, 1867) — Квинсленд - D. doleschalli Hogg, 1915 — Новая Гвинея - D. dorsata (Fabricius, 1777) — Палеарктика - D. ergandros Evans, 1995 — Австралия - D. evanida (L. Koch, 1867) — Квинсленд - D. giltayi Roewer, 1938 — Новая Гвинея - D. graphica Simon, 1882 — Йемен - D. gyoja Ono, 1985 — Япония - D. haematodactyla L. Koch, 1875 — Квинсленд - D. implicata Jézéquel, 1966 — Кот-д’Ивуар - D. inornata (L. Koch, 1876) — Новый Южный Уэльс - D. insecta L. Koch, 1875 — Австралия - D. insignis Thorell, 1877 — Сулавеси - D. jucunda Thorell, 1881 — Квинсленд - D. limbata Kulczynski, 1911 — Нова Гвинея - D. livens Simon, 1876 — США, Центральная Европа, Азербайджан - D. longisetosa Roewer, 1961 — Сенегал - D. megagyna Evans, 1995 — Восточная Австралия - D. mikhailovi Zhang, Song & Zhu, 2004 — Китай - D. mollis L. Koch, 1875 — Квинсленд - D. multimaculata Rainbow, 1904 — Западная Австралия - D. multopunctata L. Koch, 1874 — Восточная Австралия - D. mutabilis Kulczynski, 1901 — Эфиопия - D. nakajimai Ono, 1993 — Мадагаскар - D. ocellata Rainbow, 1898 — Новая Гвинея - D. olivacea L. Koch, 1875 — Западная Австралия | - D. papuana Kulczynski, 1911 — Новая Гвинея - D. pilula (L. Koch, 1867) — Восточная Австралия - D. placata O. P.-Cambridge, 1899 — Шри-Ланка - D. plumbea L. Koch, 1875 — Новый Южный Уэльс - D. pougneti Simon, 1885 — Индия - D. praetexta (L. Koch, 1865) — Самоа - D. prasina L. Koch, 1876 — Восточная Австралия - D. proclivis Simon, 1903 — Экваториальная Гвинея - D. pulleinei Rainbow, 1915 — Южная Австралия - D. puncta Karsch, 1884 — Африка - D. punctata L. Koch, 1875 — Восточная Австралия - D. punctipes L. Koch, 1875 — Квинсленд - D. rohani Fage, 1923 — Ангола - D. rosea L. Koch, 1875 — Новый Южный Уэльс - D. rubropunctata Rainbow, 1920 — остров Лорд-Хоу - D. rufoannulata Simon, 1880 — Новая Каледония - D. semilutea Simon, 1903 — Экваториальная Гвинея - D. seminola Gertsch, 1939 — США - D. septempunctata L. Koch, 1874 — Нова Гвинея, Тонга - D. shirleyi Hogg, 1922 — Вьетнам - D. socialis Main, 1988 — Западная Австралия - D. sphaeroides (Urquhart, 1885) — Нова Зеландия - D. spinosa Keyserling, 1880 — Колумбия - D. sticta Kulczynski, 1911 — Нова Гвинея - D. subdola O. P.-Cambridge, 1885 — Россия, Индия, Пакистан, Япония - D. suspiciosa O. P.-Cambridge, 1885 — Центральная Азия, Монголия, Китай - D. tadtadtinika Barrion & Litsinger, 1995 — Филиппины - D. taibeli Caporiacco, 1949 — Кения - D. tenuis L. Koch, 1875 — Восточная Австралия - D. terrena Dyal, 1935 — Пакистан - D. tongatabuensis Strand, 1913 — Полинезия - D. tristania (Rainbow, 1900) — Новый Южный Уэльс - D. tumefacta L. Koch, 1874 — Новый Южный Уэльс - D. variabilis L. Koch, 1875 — Новый Южный Уэльс - D. varians Kulczynski, 1911 — Новая Гвинея - D. velata L. Koch, 1876 — Квинсленд - D. viridipes Strand, 1909 — Южная Африка - D. xanthogaster (L. Koch, 1875) — Новый Южный Уэльс - D. zonura Thorell, 1892 — Ява, Суматра |